# Ćiribiribela
Ćiribiribela je deveti in zadnji studijski album jugoslovanske rock skupine Bijelo dugme, ki je izšel leta 1988. Ćiribiribela je bila zadnja izdaja skupine (brez kompilacijskih albumov) pred ponovno združitvijo skupine leta 2005 in albumom v živo Turneja 2005: Sarajevo, Zagreb, Beograd.

## Ozadje
Ćiribiribela je izšla konec leta 1988. Album, posnet v času politične krize v Jugoslaviji, so zaznamovala pacifistična prizadevanja vodje zasedbe Gorana Bregovića: na naslovnici je bila slika Edwarda Hicksa Noetova barka, pesem »Lijepa naša« je bila kombinacija državne himne Hrvaške »Lijepa naša domovino« in srbsko pesmijo iz prve svetovne vojne »Tamo daleko«, naslovna pesem pa je vsebovala besedilo o paru, ki se sprašuje, kaj bosta storila, če se začne vojna, in sklene, da bosta »ostala doma in se poljubljala«. 
Snemanje albuma je razkrilo krizo v skupini. Pesmi »Lijepa naša« in »Evo, zakleću se« sta zaigrala studijski glasbenik Nenad Stefanović »Japanac« na bas kitari in član skupine Bajaga i instruktori Vladimir »Vlajko« Golubović na bobnih, kar je povzročilo spore med Bregovićem ter basistom Bijelega dugmeta Zoranom Redžićem in bobnarjem Ipom Ivandićem.
Besedilo za pesem »Đurđevdan je, a ja nisam s onom koju volim« je po besedah Bregovića navdihnil verz iz pesmi Đorđa Balaševića »Priča o Vasi Ladačkom«.

## Zasedba
- Goran Bregović – kitara, producent
- Alen Islamović – vokal
- Zoran Redžić – bas kitara
- Ipe Ivandić – bobni
- Laza Ristovski – klaviature

### Dodatna zasedba
- Nenad Stefanović – bas kitara (na skladbah: 4, 9)
- Vladimir Golubović – bobni (na skladbah: 4, 9)
- Jasmin Sokolović – trobenta
- Klapa Trogir
- Skopski orkester Kardijevi
- 1. beograjsko pevsko društvo
- Vladimir Smolec – inženir
- Rajko Bartula – inženir
- Theodore Yanni – inženir
- Piko Stančić – mešalec
- Trio Sarajevo – oblikovanje

## Sprejem
Rock kritik Darko Glavan je o albumu v časopisu Danas zapisal:
Ker po Bregovićevi legitimni presoji Jugoslavija ni več vredna žaljenja, njegovo delo pa je petje, mu preostane le, da skrbi spremeni v petje, v čemer je Ćiribiribela popolna uspešnica in odličen primer bega od resničnosti z dobrim razlogom. [...] material, ki nakazuje enega največjih Bregovićevih diskografskih uspehov, tako komercialnih kot estetskih.
Rock kritik Vladimir Stakić je v Borbi zapisal:
Med delom na albumu Ćiribiribela se je voditelj Bijelega Dugmeta očitno znova, a zdaj še bolj drastično kot pred dvema letoma, znašel v situaciji, v kateri mora biti, promovirajoč jugoslovanstvo, hkrati tudi Srb, Hrvat, Musliman in vse ostalo.

Đurđevdan je bil nedvomno — spektakularna pesem — neka kolektivna, starodavna in ponovno obujena, (samo)destruktivna čustva, ki jih je posnel Bregović, nekaj uničujočega in polnega neke blatne bede (ta pesem me je vedno spominjala na blatno pot, v meglenem dnevu, na negotovi cesti, ki vodi ali nikamor ali v prepad), združeni v tej pesmi. Ta pesem je tudi 'najbolj srbska' — salonski sentiment, sentiment grobe roke, ki ustvarja nekaj neverjetno ganljivega, kot je občutek, ki ga povzročajo tisti čudoviti spomeniki srbskim vojakom ob cesti, izhaja iz pesmi — ali je lahko slučajno, da je v nekem trenutku postala nekaj podobnega alternativni spontani srbski himni? Kar naenkrat Alen zapoje v našem jeziku, grobo, trpko in močno, z besedilom, ki se zdi kot besedilo iz dvesto let stare ljudske pesmi, v klasičnih decetarnicahih! — verz, ki je bolj »naš« kot katerikoli drug, z zaobljubo skozi ponavljanje, ki se zdi, kot da je izšel neposredno iz kosovskega cikla [...]

-Đorđe Matić
Največja uspešnica albuma je bila »Đurđevdan«, pri kateri je sodeloval trobentaški orkester Fejata Sejdića. Druge uspešnice so vključevale »Evo, zakleću se«, »Ako ima Boga«, »Šta ima novo«, »Nakon svih ovih godina«, »Napile se ulice« pod vplivom popa in »Ćiribiribela«, navdihnjeno z dalmatinsko ljudsko glasbo.

## Prepoved videa »Đurđevdan«
Po izidu albuma se je Radiotelevizija Beograd (RTB) odločila financirati in producirati videospot za pesem »Đurđevdan je, a ja nisam s onom koju volim«. Prvotna zamisel je bila, da bi video prikazoval ikonografijo po navdihu srbske vojske v prvi svetovni vojni. Snemanje videa je bilo organizirano v vasi Koraćica v osrednji Srbiji. Skupina je domnevno prišla na snemanje videospota, ne da bi vedela karkoli o konceptu videa, ki naj bi ga posneli. Člani skupine naj bi poleg starega orožja nosili tudi vojaške uniforme brez oznak, vendar se je Islamoviću to zdelo preveč »provojno« in ni hotel nositi vojaške uniforme. Sčasoma sta skupina in režiser spota dosegla dogovor: vsi razen Islamovića so bili oblečeni v srbske narodne noše, pri čemer je bilo uporabljenih le nekaj originalnih rekvizitov. Kljub temu so se po snemanju videa v vodstvu Radiotelevizije Beograd sami odločili, da ga ne bodo predvajali, saj so se bali, da bi spominjal na četniško gibanje.

## Po objavi
V začetku leta 1989 je skupina odšla na turnejo, ki naj bi trajala do 1. aprila. Koncerta v Beogradu, ki je bil 4. februarja na Beograjskem sejmu, se je udeležilo okoli 13.000 ljudi. Zelo uspešen je bil tudi koncert v sarajevski Zetri, ki je bil 11. februarja; udeležilo se ga je več kot 20.000 ljudi. Vendar pa je na nekaterih koncertih na Hrvaškem občinstvo žvižgalo in na oder metalo razne predmete, medtem ko je skupina izvajala svoje projugoslovanske pesmi.
Po koncertu v Modriči, ki je bil 15. marca, do konca turneje pa so ostali še štirje koncerti, so Islamovića sprejeli v bolnišnico zaradi bolečin v ledvicah. Ta dogodek je razkril obstoječe konflikte znotraj skupine: Bregović je trdil, da Islamović med turnejo ni imel težav, medtem ko je menedžer skupine Raka Marić izjavil, da bo Bijelo dugme iskalo novega pevca za načrtovane koncerte na Kitajskem in v Sovjetski zvezi. Bregović je v Pariz odšel sam, prihodnost skupine Bijelo dugme pa pustil odprto za ugibanja. Ko so leta 1991 izbruhnile jugoslovanske vojne, je postalo jasno, da Bijelo dugme ne bo nadaljevalo svoje dejavnosti.
Ćirbiribela je bila zadnja izdaja skupine (izvzemši kompilacijske albume) do ponovne združitve skupine leta 2005 in albumom v živo Turneja 2005: Sarajevo, Zagreb, Beograd.

## Zapuščina
Naslovnica albuma Ćiribiribela je bila leta 2015 uvrščena na 17. mesto na lestvici 100 najboljših naslovnic albumov jugoslovanskega rocka, ki jo je objavila spletna revija Balkanrock.